# Australasian Plant Pathology Society
Australasian Plant Pathology Society (APPS) – międzynarodowe stowarzyszenie fitopatologiczne.
Pierwsze konferencje poświęcone fitopatologii odbywały się w Australii już w latach 90' XIX wieku. Ważnym rokiem okazał się 1949, kiedy to Australian Agricultural Council zorganizowała konferencję poświęconą chorobom roślin oraz zaczęto wydawać pismo The Australian Plant Disease Recorder pod nadzorem działu biologicznego Departamentu Rolnictwa Nowej Południowej Walii, które zbliżyło do siebie badaczy z różnych placówek. Stopniowo pojawiały się pomysły założenia stowarzyszenia ogólnokrajowego. Stowarzyszenie pod nazwą Australian Plant Pathology Society powstało w 1966, a jego konstytucję oparto na analogicznych dokumentach Australian Society of Microbiology i Australian Entomological Society. Obecnie stowarzyszenie ma charakter międzynarodowy i prócz Australii obejmuje także Nową Zelandię, Papuę-Nową Gwineę, Oceanię, Indie i inne kraje Azji.
Prezydentami APPS byli m.in.: Noel Thomas Flentje, Robert H. Taylor, Gordon S. Purss, Lionel L. Stubbs, Graeme Evans, Ronald C. Close, Clifford Jack Shepherd, Allen Kerr, David Michael Griffin, Kenneth J. Scott, Brian James Deverall, Robert H. Brown, Alan Christopher Hayward i Gordon Charles MacNish.
APPS wydaje czasopisma naukowe Australasian Plant Pathology i Australasian Plant Disease Notes.